# Apatania aberrans
Apatania aberrans är en nattsländeart som först beskrevs av Martynov 1933.  Apatania aberrans ingår i släktet Apatania och familjen Apataniidae. Inga underarter finns listade i Catalogue of Life.